# Перальта, Гастон де
Гастон Каррильо де Перальта и Боскете (исп. Gastón Carrillo de Peralta y Bosquete, 1510—1587) — испанский дворянин, вице-король Новой Испании.

## Биография
Родился в 1510 году в По (королевство Наварра). Его родителями были наваррские аристократы Антонио де Перальта-и-Веласко, и Ана де Боске; он был внуком Моссена Пьерреса де Перальты и толедского архиепископа Альфонсо Каррильи де Акуньи, поддержавших брак католических королей. Был военным командиром, дипломатом в Италии, губернатором Наварры. Когда Испании достигла весть о смерти вице-короля Новой Испании Луиса де Веласко, то Совет Индий предложил королю кандидатуру Гастона де Перальты в качестве его преемника.
Гастон де Перальта прибыл в Веракрус в сентябре 1566 года вместе со слугой Педро Пересом Ордонесом. Там он узнал о раскрытии заговора, направленного на отделение Нового Света от Испании, в котором оказались замешаны весьма высокопоставленные фигуры, включая Мартина Кортеса (сына и наследника Эрнана Кортеса). Местные судьи из Королевской аудиенсии Мехико уже приговорили заговорщиков к смерти, но Перальта лично рассмотрел каждое дело, и отменил приговоры Мартину и Луису Кортесам; они были отправлены в Испанию для разбирательства в Совете Индий.
Перальта прибыл в Мехико в напряжённой обстановке. Одним из первых своих указов он убрал артиллерию и солдат от дворца вице-губернатора и с основных улиц города. Его отношение к заговорщикам встревожило Аудиенсию, которая обвинила его в симпатиях к бунтовщикам и их защите. Королю Филиппу II было отправлено письмо, в котором говорилось, что у Перальты есть список из 30 тысяч человек, готовых восстать против короны. Встревоженный король отправил в Новую Испанию Луиса Каррильо и Алонсо Муньоса для расследования происходящего. Те приказали Перальте вернуться в Испанию для дачи объяснений.
В Испании судебный процесс оправдал Перальту. Позднее он стал коннетаблем Наварры.